# 東ティモールの国章
東ティモールの国章（ひがしティモールのこくしょう）は、2007年1月18日に法律 02/2007 により導入された。この国章は1975年11月28日、東ティモール民主共和国として独立宣言を行った際に用いていた国章の意匠に基づく。

## 紋章の詳細
この国章は東ティモールの国土と国のあり方を表す。国章中央の逆さになった盾のような形は、東ティモールの最高峰であるタタマイラウ山（Tatamailau, Ramelau とも）のピラミッド状の形を表す。山には上部に1つ、下部に3つの角がある。4つの角は、権力を大統領・議会・政府・司法へと分立させる原則と、政府各機関の独立性を表す。山は白地の中に赤色で描かれ、赤の中には黄金色でふち取りした黒色が広がる。この赤・黄・黒・白は国旗の色である。白色は平和を、黄色は豊かさを、黒は打ち破られるべき日食を、赤は愛国心と民族解放への闘争を表す。
山の上のほうには白い星があり、下に向けて白い光を放射している。星は人々を平和へ導く寛大さと正直さを、その放つ光は人々の連帯と世界へ平和を広げる意志を表す。その下には、黄金色の台の上に置かれた赤い本がある。本の右側のページには4本、左側には5本の黒い線が書かれている。本と台の右側には黄金色の稲穂が下向きに描かれ、左側には黄金色のトウモロコシが上向きに描かれる。開いた本・台・稲穂・トウモロコシは、知恵と、この地域に教育・文化・社会正義・農業・産業を発展させる人々の能力を表す。
本の台の下には灰色で銃口を右に向けた自動小銃（AK-47を基にしている）があり、その背後には左上から右下に向けて黄金色の矢が交差している。自動小銃の下には黄金色のティモール式の弓が、弦を上にした状態で置かれている。自動小銃と弓矢は、東ティモールの主権の誇りと尊厳を守るための、また民族解放のための、人々の数世紀にわたる抵抗の歴史を表す。
山形の下には赤く縁取りした白色の帯がたなびき、ポルトガル語で国の新しいモットーである「Unidade, Acção, Progresso」（統一、行動、前進）が赤い字で書かれている。この標語は政治と倫理の根本的な価値観を表す。山形と帯は、2つの赤く細い円で囲まれる。2つの円の間には白地に赤色の字で、ポルトガル語で正式国名「República Democrática de Timor-Leste」（東ティモール民主共和国）が上側に書かれ、下側には「RDTL」という略称が書かれる。

## ポルトガル領ティモールの紋章
ポルトガル領ティモールの紋章は、他のポルトガル植民地のものと共通する。1935年から1951年までは植民地であり、1951年から1975年までは海外県となっていた。大紋章では、紋章を下から取り巻く帯に書かれた文字が「東ティモール植民地」から「東ティモール県」へと変更されている。中央の盾（エスカッシャン）の左上にはポルトガル王室の紋章である5つの青い盾が、右上にはドミニコ会の白と黒の十字が描かれている。ドミニコ会の十字架は、ティモール人をカトリック教会に改宗させた同会の役割を表している。

ポルトガル領ティモールの紋章
ポルトガル領ティモールの大紋章、1935年から1951年まで
ポルトガル領ティモールの大紋章、1951年から1975年まで

## インドネシアの東ティモール州
ポルトガルの独裁政権がカーネーション革命で倒れると東ティモールでも独立の現実性が増し左派のフレティリン（東ティモール独立革命戦線）が勢力を拡大し、1975年11月28日に独立を宣言した。これに対しインドネシアは1975年12月7日に東ティモールへ侵攻し、翌年インドネシア27番目の州である東ティモール州として併合した。当時、東ティモール（インドネシア語: Timor Timur）は州の紋章を制定しており、スハルト政権崩壊後の1999年にインドネシアが併合を取り消すまで使用された。

インドネシアの東ティモール州の紋章

この州章は、黄金色の盾の中で小麦と木綿の束が輪を描き、その中に青いラウンデルが置かれ中に建物が描かれるというものだった。盾の上の方には、黄色い星がひとつ配された青い小さな盾があり、唯一神への信仰を示していた。ラウンデルの下にはティモール伝統の頭飾り（カイバウク、Kaibauk）が黄金色で描かれ、その中に赤い字で「Timor Timur」（東ティモール）と書かれていた。

## 暫定行政機構
1999年に成立し東ティモールを暫定統治した国際連合東ティモール暫定行政機構は独自のエンブレムを用いた。円形の中央には、ティモールの創世神話で重要な役割を果たしたワニが描かれ、背後には東ティモールの国土が描かれた。下部には頭飾り（カイバウク）があり、円の外周にはテトゥン語で「Governu de Timor Lorosa’e」、あるいはポルトガル語で「Governo de Timor Leste」と、「東ティモール政府」との文言が書かれた。

国際連合東ティモールの紋章

## 独立当初の国章

2002年から2007年の国章

東ティモールが独立した後、2002年から2007年にかけてはティモール民族抵抗評議会（CNRM, Conselho Nacional de Resistência Timorense, National Council of Timorese Resistance）のエンブレムが国章に含まれていた。この国章には交差した2本のスリク（ティモールの伝統的な剣）に、槍・2本の矢・星が描かれていた。
黒い盾の後ろからは黄色い太陽の光線が14本放射し、外周を囲む青い輪には公用語のポルトガル語で国名が書かれ、下の帯には当時の国のモットーである「名誉、故国および国民」（Honra, Pátria e Povo）が書かれていた。